# Нікос Пуланзас
Нікос Пуланзас (грец. Νίκος Πουλαντζάς) (*21 вересня 1936, Афіни, Греція — †3 жовтня 1979, Париж, Франція — грецький політолог, соціолог і філософ. Писав французькою. У 1970-ті Пуланзас користувався репутацію одного з провідних марксистів-структуралістів, у своїй системі поглядів поєднуючи ортодоксальний лєнінізм з єврокомунізмом. Найбільшу славу йому принесли теоретичні праці, присвячені проблеми держави, але він також зробив свій внесок в аналіз фашизму, військових диктатур у Портуґалії, Еспанії та Греції, клас сучасного капіталістичного суспільства.

## Життєпис
Пуланзас народився у заможній родині. Вивчав право в Атенському університеті, після чого переїхав до Франції, де захистив докторську дисертацію з філософії права. Ще в Греції Пуланзас вступив лав Об'єднаної демократичної лівиці, широкої орґанізації, своєрідної лєґальної форми комуністичної партії, забороненої після Громадянської війни (1946–1949). У Франції він продовжив свою діяльність як член цієї орґанізації, але чимдалі більше захоплювався марксизмом-екзистенціялізмом Жана-Поля Сартра (1905–1980) і Сімони де Бовуар (1908–1986) і писав для їх журналу «Там модерн».
Один з дописів до «Там модерн» 1964 року привернув увагу Луї Альтюссера (1918–1990), і з середини 1960-х він — разом з Етьєном Балібаром (народ. 1942), Режі Дебре (народ. 1940), П'єром Машере (народ. 1938), Жаком Рансьєром (народ. 1940), що входили до «альтюссерівського гуртка» — стає одним з визнаних молодих французьких марксистів. Альтюссер та його структуралістський підхід до марксизму сильно вплинули на Пульанзаса і саме в контексті марксизму-структуралізму він здобуває собі найбільшу славу.
Починаючи з 1968 року до самої смерти, Пуланзас викладав соціолоґію у Паризькому університеті VIII. Був одружений з французькою письменницею Анною Леклер і мав дочку. У стані гострої депресії він викинувся з вікна квартири свого друга. Йому було лише 43.

## Ідейна спадщина
1969 року англійський журнал New Left Review опублікував критичну рецензію Пуланзаса на книгу англійського марксиста Ралфа Мілібанда (1924–1994) «Держава у капіталістичному суспільстві» (1969). Ця рецензія стала першим колом дискусії, що стала відома як «дискусія Мілібенда—Пуланзаса». Дискусія розгорталась навколо питання про класову упередженість держави: Мілібанд вважав це наслідком класового походження та приналежності людей, що займали керівні посади в державних структурах; Пуланзас дотримувався тієї думки, що така упередженість виходила з самої структури та функцій держави. Дискусія не тільки призвела до поділу марксистів на два табори — «інструменталістський» і «структуралістський», але відродила серед теоретиків-марксистів інтерес до теорії політики та передвістила появу маси досліджень, присвячених державі.
Пуланзасовим найважливішим твором на цю тему стала книга «Політична влада та суспільні кляси капіталістичної держави» (1968). Саме у цій книзі він розвинув одне зі своїх нововведень у теорію — концепцію «відносної автономії держави». За Пуланзасом, капіталістична держава, щоб функціонувати саме як капіталістична держава, мусить виступати проти інтересів окремих капіталістів і виступати на захист їхніх спільних інтересів: держава має зберігати «відносну автономію» від інтересів і вимог індивідуальних капіталістів. Це також означає, що державу не можна зводити лише до зображення економічних відносин й інтересів, як роблять догматики від марксизму. Пуланзас стверджував, що як учасники економічної діяльності, капіталісти мають схильність розділятися та конкурувати один з одним, а держава слугує своєрідним майданчиком, що на ньому різні фракції кляси капіталістів, а також інших правлячих кляс, можуть зустрічатися, виробляти довготермінову стратегію й укладати довготермінові союзи. Цій системі Пуланзас дав назву «владний блок». Одночасно держава дезорганізує робітничу клясу, розділяючи її на окремих осіб (громадян), ізолюючи членів робітничої кляси один від одного.
«Фашизм і диктатура» (1970) стала емпіричним дослідженням, основаним на теоретичній роботі. Пуланзас дослідив кляасову сутність фашизму та дійшов висновку, що фашистська держава є виключною формою капіталістичної держави. На його думку, хоча фашизм не є неминучою або «природною» стадією розвитку капіталізму — він є реакцією на політичну кризу, якщо така криза повториться, повториться і фашизм. Подібні ідеї можна знайти у «Кризі диктатур: Португалія, Греція, Еспанія» (1975) — одній з перших марксистських розвідок, присвячених процесу демократизації. Пуланзас стверджував, що перемога демократії у всіх трьох країнах стала результатом політичної боротьби між двома конкуруючими фракціями кляси капіталістів — національної та компрадорської буржуазії.
У своїй подальшій теоретичній роботі Пуланзас зробив важливий внесок у теорію кляс, виступивши з критикою широко прийнятих понять «кляса-в-собі» та «кляса-для-себе» та відстоюючи ту точку позицію, що кляси не істнують поза клясовим конфліктом і боротьбою, що кляса є сукупність відносин і практики. У книзі «Суспільні кляси за сучасного капіталізму» (1974) він також розглянув політичне значення чимдалі зростаючої транснаціоналізації (ґлобалізації) капіталу та постання «нової дрібної буржуазії».
Його остання книга «Держава, влада, соціялізм» (1978) містила критику теоретичних конструкцій Мішеля Фуко (1926–1984) та Жиля Дельоза (1925–1995), а також інших теоретиків і доробку його власних поглядів. Зокрема Пуланзас запропонував визначення держави як суспільного відношення і заявив, що питання її відносної автономії є функцією клясової боротьби. Оскільки держава є зосередженням клясової боротьби, вона завжди у плині, ті за неї постійно точиться боротьба. Повну владу над державою не має жадна кляса, проте держава завжди віддає перевагу інтересам панівної кляси. Отже ступінь її відносної автономності постійно змінюється і визначається змістом й інтенсивність політичної боротьби.

## Праці
- Марксистська політична теорія у Великій Британії (Marxist Political Theory in Great Britain, 1967).
- Політична влада та суспільні класи капіталістичної держави (Pouvoir politique et classes sociales de l’état capitaliste, 1968).
- Фашизм і диктатура (Fascisme et dictature, 1970).
- Суспільні класи за сучасного капіталізму (Les Classes sociales dans le capitalisme aujourd'hui, 1974).
- Криза диктатур: Портуґалія, Греція, Еспанія (La Crise des dictatures: Portugal, Grèce, Espagne, 1975).
- Держава, влада, соціялізм (L'État, le pouvoir, le socialisme, 1978).
- Орієнтири вчора та сьогодні. Тексти про державу (Repères, hier et aujourd'hui: textes sur l'État, 1980).
- Читанка з творами Пуланзаса. Марксизм, право і держава [посмертна збірка статей та інтерв'ю] (The Poulantzas Reader: Marxism, Law and the State, 2008).

### Перекладені українською
- Нікос Пуланзас. Загальні міркування про державу надзвичайного стану (1974) [Архівовано 30 листопада 2018 у Wayback Machine.]
- Нікос Пуланзас. Народний поштовх до фашизму (1976) [Архівовано 19 травня 2015 у Wayback Machine.]
- Нікос Пуланзас. Нова дрібна буржуазія (1977) [Архівовано 22 грудня 2013 у Wayback Machine.]